# Trycherus flavipes
Trycherus flavipes es una especie de coleóptero de la familia Endomychidae.

## Distribución geográfica
Habita en Nigeria.